# ألكسندرا ألدريدغ
ألكسندرا ألدريدغ (بالإنجليزية: Alexandra Aldridge)‏ هي راقصة على الجليد أمريكية، ولدت في 7 مايو 1994 في رويال أوك في الولايات المتحدة.

## وصلات خارجية
- ألكسندرا ألدريدغ على موقع الاتحاد الدولي للتزلج (الإنجليزية)
- ألكسندرا ألدريدغ على موقع الاتحاد الدولي للتزلج (الإنجليزية)